# Sneeuwvlekje
Het sneeuwvlekje (Eurrhypis pollinalis) is een vlinder uit de familie grasmotten (Crambidae). De spanwijdte van de vlinder bedraagt tussen de 28 en 33 millimeter. De soort vliegt in de zon overdag. De soort komt verspreid voor over Zuid- en Midden-Europa. De soort overwintert als rups.

## Waardplanten
Het sneeuwvlekje heeft goudenregen, brem en kruipend stalkruid als waardplanten.

## Voorkomen in Nederland en België
Het sneeuwvlekje is in Nederland sinds 1973 niet meer gezien. In België is het een zeer zeldzame soort, die tegenwoordig alleen wordt gezien in de provincie Namen. De soort kent twee generaties die vliegen van mei tot in augustus.